# Джон Рид
Джон „Джак“ Сайлъс Рид (на английски: John „Jack“ Silas Reed) е американски журналист, автор на книгата „Десет дни които разтърсиха света“, в която описва октомврийските събития през 1917 г. Един от основателите на Американската комунистическа партия. Присъствал при превземането на Зимния дворец в Санкт Петербург на 8 ноември 1917 година.
След като книгата е завършена, през 1920 г. Джон Рид умира от тиф. Той е един от малкото американци, погребани в некропола до Кремълската стена, където са били погребвани най-известните съветски лидери. В Санкт Петербург, Невски район, в чест на писателя е именувана улица.